# John Charles Ramsden
John Charles Ramsden (30 avril 1788 - 29 décembre 1836) est un homme politique britannique Whig  puis du Parti libéral  de Newby Park dans le Yorkshire. Il siège à la Chambre des communes entre 1812 et 1836.

## Famille
Il est le fils aîné de John Ramsden (4e baronnet) (1755–1839), député de Grampound, et de son épouse Louisa Susan Ingram-Shepheard (1766–1857), fille de Charles Ingram (9e vicomte d'Irvine). Le 4 mai 1814, il épouse Isabella Dundas (1790–1887), fille de Thomas Dundas (1er baron Dundas) et Charlotte FitzWilliam. Le grand-père maternel d'Isabella est William Fitzwilliam (3e comte Fitzwilliam), et son oncle est William Fitzwilliam (4e comte Fitzwilliam), un homme politique whig de premier plan et l'une des personnes les plus riches de Grande-Bretagne.

## Carrière politique
Aux Élections générales britanniques de 1812, Ramsden est élu comme l'un des deux députés de l'arrondissement de Malton . Il est réélu aux quatre élections générales suivantes et occupe le siège jusqu'en 1831. Aux Élections générales britanniques de 1831, il est élu comme l'un des quatre députés de la circonscription du comté de Yorkshire. Il est nommé sous-lieutenant du Yorkshire en mai 1831 et occupe son siège au Parlement jusqu'à ce que la circonscription soit divisée par le Reform Act 1832 et aux élections générales de décembre 1832, il se présente sans succès dans la nouvelle circonscription de nord Yorkshire.
Il est réélu aux Communes trois mois plus tard, sans opposition comme député du Malton, lors d'une élection partielle après que le député libéral en exercice, le vicomte Milton ait démissionné pour se présenter à une vacance dans la division du Nord du Northamptonshire. Il est réélu sans opposition en 1835, et occupe le siège jusqu'à sa mort.
Il est décédé en 1836, à seulement 48 ans. Comme il est décédé avant son père, son fils John William devient baronnet à la mort du 4e baronnet en 1839.